# Charles David (graveur)
Pour les articles homonymes, voir Charles David et David.

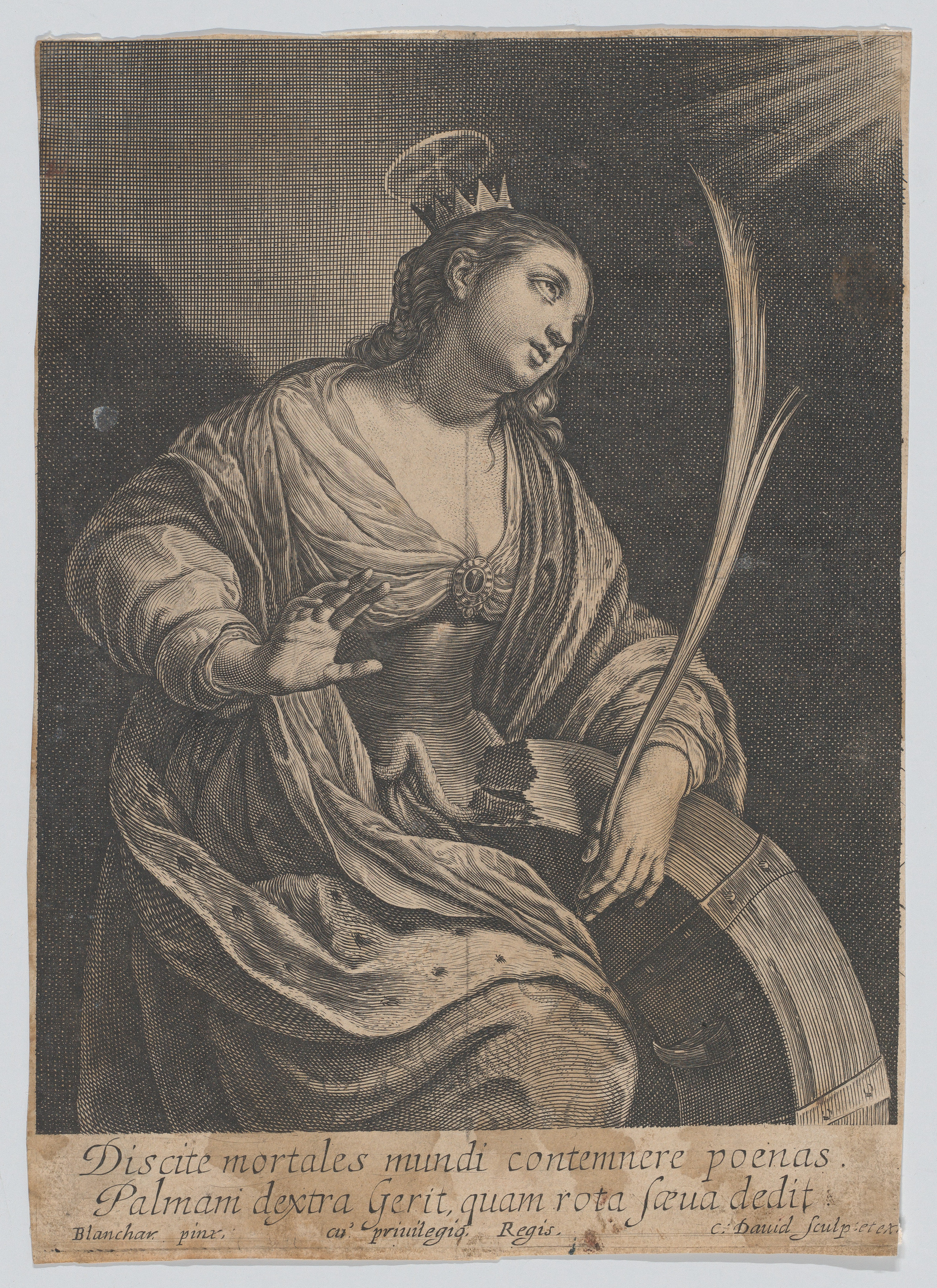
Sainte-Catherine, estampe par Charles David.

Charles David, né vers 1600 et mort en 1632 ou 1636, est un graveur français.

## Biographie
Il est l'élève de l'imprimeur et graveur flamand Pierre Firens, de qui il épouse la fille, Catharina Firens, en 1619,. Son frère cadet, Jérôme ou encore Hiérosme David (1605?-1670?) est lui aussi graveur et illustrateur.

## Œuvre
Il signe ses œuvres des monogrammes « C. D. » ou « C.D.F. ».